# Ettringit
Ettringit (auch Woodfordite) ist ein selten vorkommendes Mineral aus der Mineralklasse der wasserhaltigen Sulfate mit fremden Anionen. Es kristallisiert im trigonalen Kristallsystem mit der chemischen Zusammensetzung Ca6Al2[(OH)12(SO4)3]·26 H2O, wobei auch teilweise 24 Mol Kristallwasser angegeben werden. Es entwickelt meist gut ausgeprägte, prismatische oder nadelige, pseudohexagonale Kristalle, die von gelblicher bis fast ins grünliche spielender Farbe, aber auch sehr weiß sein können.
Das synthetisch gefällte Produkt ist Calciumaluminatsulfat, als Suspension und Streichfarbe ist es als Satinweiß und „Casul“ bekannt. Nach der in der Bauchemie üblicheren Schreibweise lautet die oxidische Summenformel 3CaO · Al2O3 · 3CaSO4 · 32H2O.

## Etymologie und Geschichte

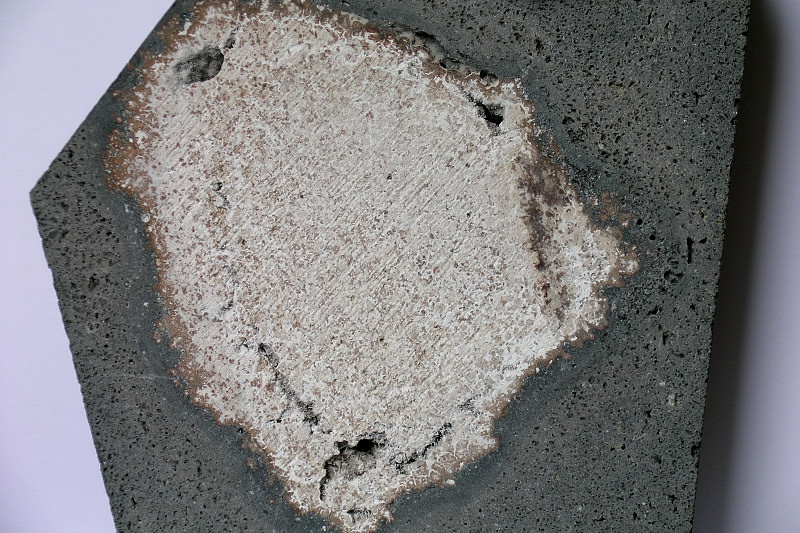
Vulkangestein mit eingeschlossenem Ettringit, Fundort Ettringen/Eifel

Benannt wurde Ettringit nach seinem ersten Fundort Ettringen in der Eifel. Beschrieben wurde es 1874 von J. Lehmann in seinem Buch „Über den Ettringit, ein neues Mineral in Kalkeinschlüssen der Lava von Ettringen (Laacher Gebiet)“.
Im Jahre 1890 identifizierten Candlot und Michaelis das Mineral erstmals als Tricalciumaluminat-trisulfathydrat.

## Klassifikation
In der veralteten 8. Auflage der Mineralsystematik nach Strunz gehörte der Ettringit zur Mineralklasse der „Sulfate, Chromate, Molybdate und Wolframate“ (einschließlich einiger Selenate und Tellurate) und dort zur Abteilung „Wasserhaltige Sulfate mit fremden Anionen“, wo er zusammen mit Metavoltin die „Ettringit-Metavoltin-Gruppe“ mit der System-Nr. VI/D.07 und den weiteren Mitgliedern Humberstonit, Jouravskit, Klinoungemachit, Metasideronatrit, Sideronatrit und Ungemachit bildete.
Im zuletzt 2018 überarbeiteten und aktualisierten Lapis-Mineralienverzeichnis nach Stefan Weiß, das sich im Aufbau noch nach dieser alten Form der Systematik von Karl Hugo Strunz richtet, erhielt das Mineral die System- und Mineral-Nr. VI/D.13-010. In der „Lapis-Systematik“ entspricht dies ebenfalls der Abteilung „Wasserhaltige Sulfate, mit fremden Anionen“, wo Ettringit als einziger Namensgeber die „Ettringit-Gruppe“ mit den weiteren Mitgliedern Bentorit, Buryatit, Carrarait, Charlesit, Hielscherit, Jouravskit, Kottenheimit, Sturmanit, Tatarinovit und Thaumasit bildet.
Auch die von der International Mineralogical Association (IMA) zuletzt 2009 aktualisierte 9. Auflage der Strunz’schen Mineralsystematik ordnet den Ettringit in die Abteilung der „Sulfate (Selenate usw.) mit zusätzlichen Anionen, mit H2O“ ein. Diese ist allerdings weiter unterteilt nach der relativen Größe der beteiligten Kationen, so dass das Mineral entsprechend seiner Zusammensetzung in der Unterabteilung „Mit großen bis mittelgroßen Kationen; mit NO3, CO3, B(OH)4, SiO4 oder IO3“ zu finden ist, wo es zusammen mit Bentorit, Birunit (Q), Buryatit, Carrarait, Charlesit, Jouravskit, Sturmanit und Thaumasit ebenfalls die „Ettringitgruppe“ mit der System-Nr. 7.DG.15 bildet.
Die vorwiegend im englischen Sprachraum gebräuchliche Systematik der Minerale nach Dana ordnet den Ettringit ebenfalls in die Klasse der „Sulfate, Chromate und Molybdate“ (einschließlich Selenate, Tellurate, Selenite, Tellurite und Sulfite) und dort in die Abteilung der „Wasserhaltige Sulfate mit Hydroxyl oder Halogen“ ein. Hier ist er zusammen mit Bentorit und Buryatit in der unbenannten Gruppe 31.10.02 innerhalb der Unterabteilung „Verschiedene wasserhaltige Sulfate mit Hydroxyl oder Halogen“ zu finden.

## Kristallstruktur

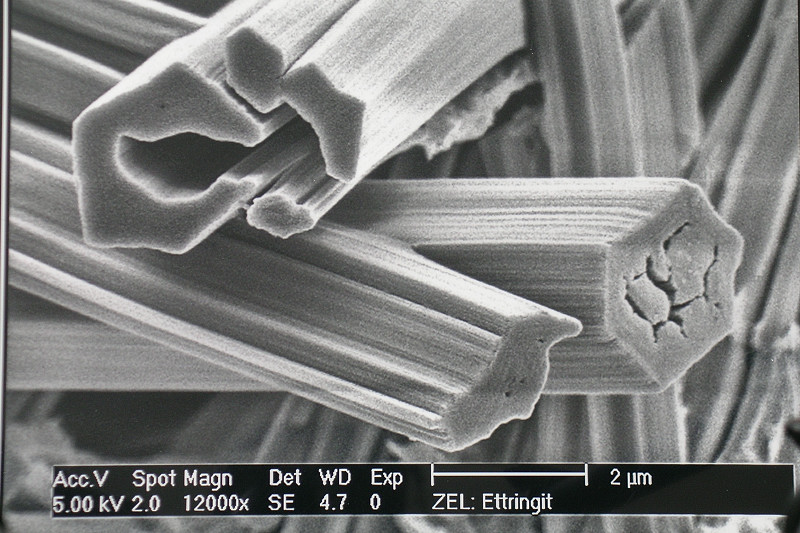
Ettringit-Kristalle (x 12.000), REM-Aufnahme

Ettringit kristallisiert in der trigonalen Raumgruppe P31c (Raumgruppen-Nr. 159) mit den Gitterparametern a = 11,26 Å und c = 21,48 Å sowie zwei Formeleinheiten pro Elementarzelle. Dabei werden die Aluminiumionen oktaedrisch von sechs Hydroxidionen koordiniert, und die Calciumionen achtfach von je vier Hydroxidionen und vier Wassermolekülen. Die Koordinationsumgebungen sind dabei so verknüpft, dass Ketten entlang des Kristalls entstehen, wobei sich jeweils ein Aluminiumion mit drei Calciumionen abwechselt. Zwischen diesen Säulen sind die Sulfationen und die weiteren Wassermoleküle eingelagert und bilden Wasserstoffbrückenbindungen aus. Da so allerdings nur schwache Wechselwirkungen vorliegen, sind diese ungeordnet und nicht unbedingt in einem festen Verhältnis. Deshalb wurde auch die Verhältnisformel Ca6[Al(OH)6]2(SO4)3·25.7 H2O aufgestellt, die die Bindungssituation im Kristall und die Unsicherheit im Kristallwasseranteil wiedergibt.

## Eigenschaften

### Chemische Eigenschaften
Ettringit ist mit einem Anteil von etwa 46 Gewichtsprozent Wasser eines der Mineralien mit dem höchsten Kristallwassergehalt und daher relativ voluminös und leicht. Ein Teil des Kristallwassers entweicht ab einer Temperatur von 80 °C. Bei einer Temperatur von 250 °C ist eine weitgehende Dehydratation (Kalcination) erreicht, ab 500 °C eine vollständige. Ettringit zerfällt bei der Kalcination in Calciumaluminat, Calciumoxid und Calciumsulfat-Anhydrit. In Verbindung mit Wasser bildet sich aus den Dehydraten wieder Ettringit.
Ettringit reagiert empfindlich mit Säuren und zerfällt bereits bei einem pH-Wert von unter 9. Grundsätzlich kann sich Ettringit nur im stark alkalischen Milieu (pH-Wert ca. 12) bilden.

### Physikalische Eigenschaften
Ettringit gehört mit einer Mohshärte von 2 bis 2,5 zu den weichen Mineralen, es ist noch mit dem Fingernagel ritzbar. Die Kristalle zeigen Glasglanz, faserige Aggregate dagegen eher Seidenglanz. Die Molmasse von Ettringit beträgt 1255,11.

## Bildung und Fundorte

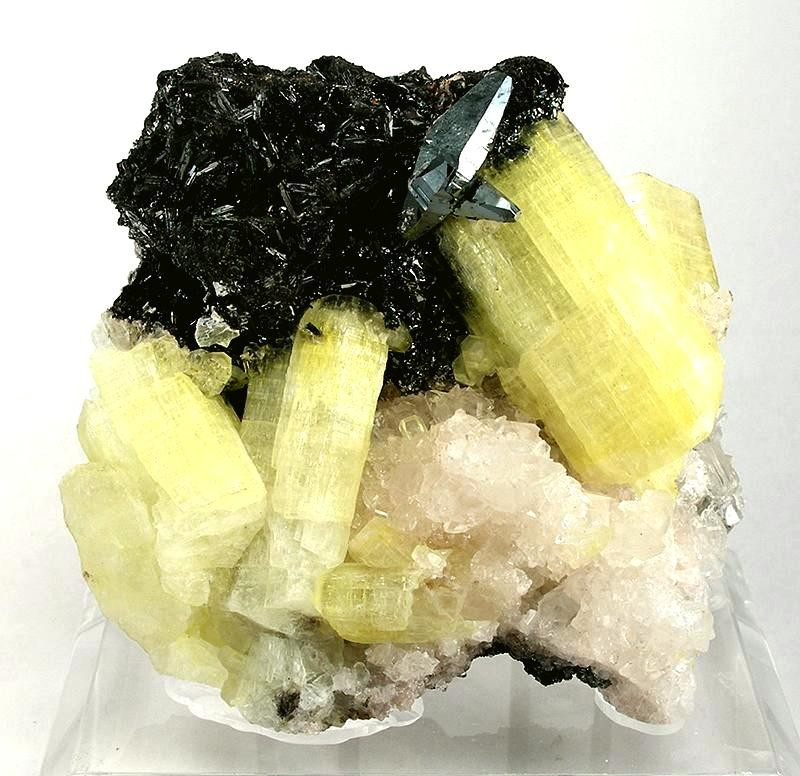
Ettringit mit Hämatit auf Calcit und Gaudefroyit aus der N’Chwaning-Mine II, Südafrika (Größe: 10 cm × 8 cm × 4 cm)

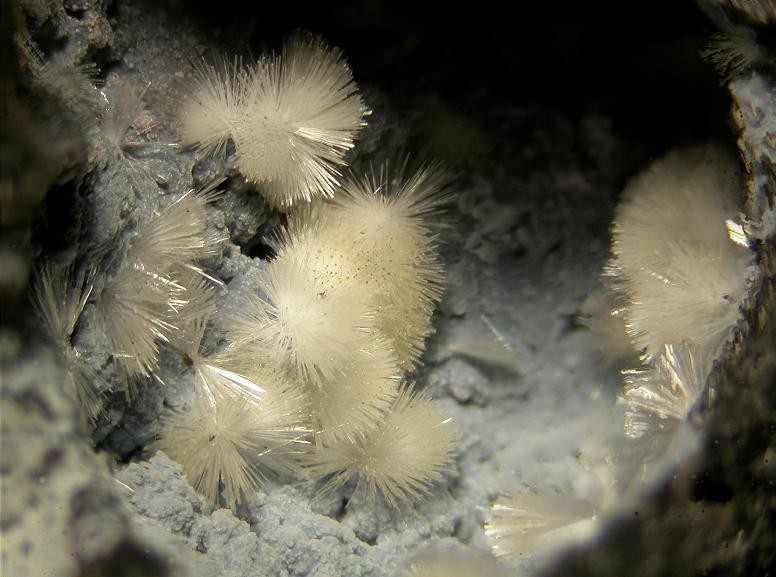
Nadeliger Ettringit von den Concordia-Schlackenhalden bei Eschweiler, Nordrhein-Westfalen, Deutschland (Sichtfeld 8 mm)

Ettringit entsteht entweder durch Ausfällung einer hydrothermalen Lösung oder durch Fällung aus Aluminiumsulfatlösung mit Kalkhydrat bzw. durch Fällung/Umkristallisation aus Calciumaluminathydrat und Gips, sowie durch Metamorphose zusammen mit dem sehr ähnlichen Sturmanit. Bekannt – und für die Aushärtung von Zementen wichtig – ist die Ettringitbildung bei der Hydratation von Zement aus den Bestandteilen Tricalciumaluminat, Gips und Wasser. Begleitminerale sind neben Afwillit, Gips, Hydrocalumit, Mayenit und  Portlandit unter anderem noch Calcit, Brucit, Hämatit, Hausmannit, Manganit und Oyelith.
Neben den vulkanischen Lagerstätten der Eifel konnte Ettringit weltweit bisher an rund 60 Fundorten nachgewiesen werden, so unter anderem bei Limburg und Lüttich in Belgien; Gera, Maroldsweisach, Oberwolfach und Richelsdorfer Gebirge in Deutschland; Clermont-Ferrand in Frankreich, Klöch und Brixlegg in Österreich, Kuruman in Südafrika, sowie Franklin/New Jersey und Crestmore/Riverside County in den USA.
Im Beton-Gefüge kommt es in der Regel zuerst zur Bildung von  Monosulfat, der sich dann zu Ettringit umkristallisiert. Dieser Vorgang ist mit einer dreifachen Volumenvergrößerung verbunden und wird als Ettringittreiben oder Sulfattreiben bezeichnet. Ausgelöst wird dieses häufig auch durch Eindringen von sulfathaltigem Wasser in Betonbauwerken. Ettringit kann auch synthetisch als Calciumaluminatsulfat hergestellt werden. Unreiner Ettringit entsteht aus sulfathaltigen Abwässern durch Zugabe von Aluminaten und Kalk. Darum können Sulfate aus Abwasser durch Zugabe von Zement-Aufschlämmungen entfernt werden („Ettringit-Fällung“).

## Verwendung
Ettringit ist eine technisch wichtige Phase bei der Festigkeitsentwicklung von Zement. Der Zement wird beim Mischen mit Sulfaten versetzt. Beim Abbinden entsteht Ettringit, was den Prozess der Erstarrung verzögert. Sulfatfreier Zement erhärtet dagegen sofort.
Ettringit-Slurry (Satinweiß/Casul) wird vorzugsweise als Weißpigment zum Beschichten von Papier (gestrichene Papiere) verwendet. Die mit Satinweiß/Casul gestrichenen Papiere zeichnen sich vor allem durch hohe Weiße, Opazität und Glanz aus. Sie werden als Kunstdruckpapiere mit exzellentem Druckbild und für hochwertige Lebensmittelverpackungen eingesetzt. Eine weitere Anwendung ist der Einsatz in Dispersionsfarben und Flüssig-Putzen.